# Slohîni, Starîi Sambir
Slohîni (în ucraineană Слохині) este localitatea de reședință a comunei Slohîni din raionul Starîi Sambir, regiunea Liov, Ucraina.

## Demografie
Componența lingvistică a localității Slohîni
     Ucraineană (98,45%)
     Rusă (1,36%)
     Alte limbi (0,19%)
Conform recensământului din 2001, majoritatea populației localității Slohîni era vorbitoare de ucraineană (98,45%), existând în minoritate și vorbitori de rusă (1,36%).